# Gastròpodes
Els gastròpodes o gasteròpodes (Gastropoda) constitueixen el grup més abundant i diversificat dels mol·luscs. El nom prové del grec antic γαστήρ (gaster, 'ventre') πόδες (podes, 'peu'), 'amb el ventre com a peu'. Inclou, entre d'altres, els caragols o cargols, els llimacs i les llebres de mar. Se'n coneixen unes 70.000 espècies actuals, i milers d'espècies fòssils.
Presenten àrea cefàlica (cap), un peu musculós ventral i una conquilla dorsal (que es pot veure reduïda o suprimida en els gasteròpodes més evolucionats); a més a més, quan són larves, pateixen el fenomen de torsió, que és el gir de la massa visceral sobre el peu i el cap.
És l'únic grup de mol·luscs que ha colonitzat el medi terrestre. Es troben en quasi tots els tipus d'ambients (fins i tot deserts). Les closques buides de gastròpodes poden ser ocupades per altres espècies, com per exemple el bernat ermità.

## Morfologia

Esquema representant l'anatomia arquetípica dels gasteròpodes:
1. conquilla
2. fetge
3. pulmó
4. anus
5. porus respiratori
6. ull
7. tentacle
8. ganglis cerebrals
9. conducte salival
10. boca
11. pap
12. glàndula salival
13. porus genital
14. penis
15. vagina
16. glàndula mucosa
17. oviducte
18. sac de dards
19. peu
20. estómac
21. ronyó
22. mantell
23. cor
24. vasos deferents

Els gastròpodes, de la mateixa manera que totes les espècies que formen part de l'embrancament dels mol·luscs, tenen el mantell, l'epidermis dorsal del cos. El mantell pot secretar la conquilla o closca. També presenten la ràdula, un òrgan situat a la boca de l'animal amb multitud de dents que utilitza per raspar l'aliment i com a cinta transportadora per portar-lo a l'interior de l'aparell digestiu.
Una característica típica dels gasteròpodes és la torsió. És un fenomen que mou la cavitat pal·lial. En la torsió es produeix un canvi en la posició dels òrgans (els drets passen al cantó esquerre i viceversa), les connexions nervioses queden en forma de vuit i l'anus passa a desembocar a sobre les brànquies. Això provoca la contaminació d'aquestes brànquies, cosa que ha provocat sorpresa entre els zoòlegs, ja que aquest procés, tot i els desavantatges que conté, ha estat seleccionat per la selecció natural.
Una altra característica típica d'aquesta classe és l'enrotllament. Aquest fenomen consisteix en un allargament i una espiralització de la massa visceral. Igual que la torsió, es produeix en la fase larvària, però s'ha vist que és un procés independent de la torsió, ja que, com demostren els registres fòssils, l'enrotllament es va originar abans que la torsió.

## Hàbitats alimentaris
Els hàbitats alimentaris dels gastròpodes són molt variats. La majoria són herbívors, però també es troben espècies carnívores, carronyeres i fins i tot de paràsites, entre d'altres. Independentment del tipus d'alimentació, tots els gastròpodes utilitzen la ràdula per a aquest procés.

## Reproducció
Els gastròpodes són hermafrodites. Algunes espècies presenten els dos sexes de manera seqüencial (primer són mascles i després són femelles) i altres, com els cargols terrestres, presenten els dos sexes simultàniament. La fecundació és interna.

## Taxonomia
La taxonomia dels gastròpodes ha estat controvertida i intrincada. L'actual obra de referència, àmpliament consensuada pels malacòlegs, es la de Bouchet et al (2005). que també és la utilitzada per WoRMS. Segons aquesta classificació, els gastròpodes es divideixen el 6 subclasses:
- Subclasse Heterobranchia
- Subclasse Neomphaliones
- Subclasse Neritimorpha
- Subclasse Patellogastropoda
- Subclasse Vetigastropoda

## Gastronomia
Els tipus més reconeguts i apreciats en gastronomia són el caragol bover, el caragol cristià, la vaqueta, el caragol de Borgonya, el cargol punxenc, etc. El cargol gegant de Ghana, el cargol més gros que es coneix, també és comestible.